# Terra ignota
Terra ignota è una serie fantasy scritta da Vanni Santoni, per l'occasione firmatosi come Vanni Santoni HG (in omaggio a Guido Morselli), composta da due romanzi strettamente connessi, ambientati nello stesso universo a tre anni di distanza l'uno dall'altro, e un prequel narrativamente indipendente. La serie Terra ignota è cominciata con la pubblicazione del primo volume nell'ottobre 2013 dalla casa editrice Mondadori, nella collana “Chrysalide”.
Il primo romanzo, definito "fantasy postmoderno" per l'ibridazione tra riferimenti "alti" e "bassi" , è stato accolto come un'innovazione nel panorama della narrazione fantasy italiana per l'ampio uso del pastiche, il superamento della derivazione da Tolkien e la messa in comunicazione del canone fantastico italiano classico-medievale con quello più recente, che risulta essere più internazionale e trans-mediale, pur all'interno di una classica storia di formazione e presa di coscienza e di un'ambientazione con forti radici anche nel ciclo arturiano. È stato sottolineato anche il legame del sistema magico della saga con le tradizioni iniziatiche e mistiche.
Il prequel L'impero del sogno, che racconta le origini dell'Imperatrice, è ambientato invece tra il nostro mondo e il mondo dei sogni, e si caratterizza come un urban fantasy, sempre a forte impronta intertestuale, tanto che Valerio Evangelisti lo ha paragonato alle opere di Alfred Kubin. Per queste ragioni, e per la presenza, come protagonista, di Federico Melani, già presente in altri romanzi realistici di Santoni, l'autore ha tolto la sigla "H.G." dalla firma.
I libri che compongono la trilogia sono:
1. Terra ignota – Risveglio, Mondadori, 2013
2. Terra ignota – Le Figlie del Rito, Mondadori, 2014
3. Il prequel "a sé stante" L'impero del sogno, Mondadori, 2017

## Edizioni
- Vanni Santoni HG, Terra ignota - Risveglio, collana Chrysalide, Mondadori, 2013,  pp. 405, cap. 5, ISBN 978-88-04-63207-8.
- Vanni Santoni HG, Terra ignota - Le figlie del rito, collana Chrysalide, Mondadori, 2014,  pp. 401, cap. 23, ISBN 978-88-04-64256-5.
- Vanni Santoni, L'impero del sogno, collana Omnibus, Mondadori, 2017,  pp. 276, parti 2, ISBN 978-88-04-68079-6.